# Shintarō Ikeda
Shintarō Ikeda (jap. 池田 信太郎, Ikeda Shintarō; * 27. Dezember 1980 in Okagaki, Präfektur Fukuoka) ist ein japanischer Badmintonspieler.

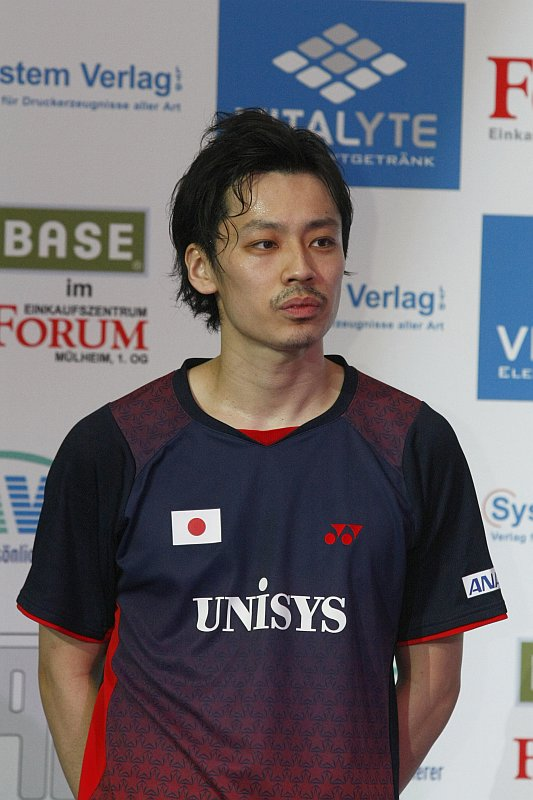
Shintarō Ikeda

## Karriere
Er besuchte die an die Internationale Universität Kyūshū angeschlossene Privatoberschule in Kitakyūshū und dann die Universität Tsukuba. Ikeda spielt seit 2003 für das Firmenteam von Nihon Unisys.
Shintarō Ikeda nahm 2008 im Herrendoppel an Olympia teil. Er verlor dabei gleich in Runde eins gemeinsam mit Shuichi Sakamoto und wurde somit 9. in der Endabrechnung. Die Paarung war mit deutlich höheren Erwartungen in das Turnier gestartet, hatte sie doch im Jahr zuvor bei der Weltmeisterschaft Bronze im Doppel gewinnen können. Bereits 2006 wurden sie japanische Meister. 2009 bildete er ein erfolgreiches Mixed-Doppel mit Reiko Shiota, die beide zusammen als Ikeshio abgekürzt wurden.

## Sportliche Erfolge
| Saison | Veranstaltung                | Disziplin    | Platz | Name                              |
| ------ | ---------------------------- | ------------ | ----- | --------------------------------- |
| 2006   | Japan: Einzelmeisterschaften | Herrendoppel | 1     | Shintaro Ikeda / Shuichi Sakamoto |
| 2007   | Weltmeisterschaft            | Herrendoppel | 3     | Shuichi Sakamoto / Shintaro Ikeda |
| 2008   | Olympia                      | Herrendoppel | 9     | Shintaro Ikeda / Shuichi Sakamoto |